# Людина, що біжить (фільм)
«Людина, що біжить» (англ. «The Running Man») — американський фантастичний кінофільм-антиутопія 1987 року із Арнольдом Шварценеггером у головній ролі. Фільм знято за мотивами однойменного роману (англ. «The Running Man», 1982) Стівена Кінга (в титрах указаний під псевдонімом «Річард Бахман»). Але сюжетно фільм досить далекий від роману — фактично збігається тільки ім'я головного героя, назва телешоу та деякі загальні принципи його організації.

## Сюжет
Дія фільму відбувається у США в 2017 році. Після руйнівного землетрусу і подальшої кризи, до влади в США приходить тоталітарний уряд. Демократичні інститути виявляються зруйнованими, введено цензуру та комендантську годину. Звичаї в країні стали відповідними: найпопулярнішими телепрограмами стали жорстокі й криваві телешоу, що часто закінчуються смертю учасників. Про одне з таких шоу — «Людина, що біжить» — і йдеться у фільмі. Учасниками цього шоу стають в'язні тюрем, котрі мають шанс пройти суворі випробування й отримати свободу, або вмерти на очах телеглядачів від рук переслідувачів-сталкерів («мисливців»).
Учасником шоу стає Бен Ричардс (Арнольд Шварценеггер) зі своїми товаришами по нещастю Вейсом та Лауфлином. Бувши офіцером поліції, Ричардс відмовився виконувати наказ розстріляти з гелікоптера учасників голодного бунту в Каліфорнії. Екіпаж вертольота скрутив його, розстріляв бунтарів, самого Ричардса відправили до в'язниці. Ричардс влаштував групову втечу, та прийшов додому до свого брата. Виявилося, що брата теж репресовано, а в його помешканні тепер живе композиторка мережі новин ICS Амбер Мендес. Ричардс захопив її, та вирішив з її допомогою вилетіти з країни, але його спіймали в аеропорту, оскільки Амбер підняла тривогу.
Продюсер та ведучий шоу «Людина, що біжить» Деймон Кіліан примушує Ричардса взяти участь у шоу, погрожуючи інакше зробити жертвами шоу його друзів-утікачів, яких теж спіймано. Ричардс погоджується, не знаючи, що в новинах його біографію перебрехали, розповідаючи, ніби це він сам розстріляв бунтарів. Деймон обдурює Ричардса та разом із ним упроваджує до гри його друзів. Відтак Ричардс та його друзі потрапляють до гральної зони. Ричардсу вдається перемогти першого мисливця — сталкера-хокеїста Кріо, обплутавши його колючою стрічкою.
Тим часом Мендес, помітивши, що повідомлення про операцію з Ричардсового захоплення неправдиві, вирішує докопатися правди та знаходить справжній рапорт про розстріл бунту; її ловлять на гарячому й виряджають брати участь у шоу. Сталкер Бензопилка смертельно ранить Лавфліна та сходиться в поєдинку з Ричардсом, який пересилює суперника та спрямовує проти нього його ж бензопилку. Вейс та Мендес тим часом дістаються до антени, що транслює відео з навколишніх камер, і зламують коди системи доступу до телемережі. Вейс лишається закінчити справу й гине від електророзряду сталкера Динамо. Ричардс заманює Динамо в пастку та знезброює, після чого заявляє перед мільйонною аудиторією: «Я не вбиваю беззбройних. Навіть таких покидьків як ти».
В останній гральній зоні Амбер знаходить приміщення, де бачить спалені тіла 3-х людей. Оглянувши трупи, вона впізнає в них бігунів-переможців минулого сезону шоу, про яких розповідали начебто вони отримали свободу. Сталкер Кульова Блискавка, наставивши зброю на Амбер, роз'яснює, що насправді виграти в шоу неможливо, а кадри зі щасливими бігунами-переможцями змодельовано на комп'ютері. Відтак герої перемагають сталкера Кульову Блискавку і знаходять сховище Опору в гральній зоні. Тим часом Кіліан, переконавшись у рості Ричардсової популярності серед телеглядачів, за допомогою засобів комп'ютерної графіки імітує загибель Ричардса та Мендес у фінальному поєдинку з останнім сталкером Капітаном Свободою. Дізнавшись про свою «смерть», Ричардс та повстанці захоплюють головну студію ICS, дістають контроль над супутником, і передають справжній репортаж про розстріл учасників бунту в Каліфорнії, водночас «убитий» від Свободи Ричардс з'являється в прямому ефірі разом з повстанцями. Кіліан пропонує стати новим і єдиним сталкером і виправдовується тим, що глядачі самі хочуть дивитися жорстокі ігри. Тим часом Динамо повертається в штаб-квартиру ICS, де намагається зґвалтувати Амбер, але вона вмикає систему пожежогасіння. Динамо через те вбиває розрядами з його ж костюма.
Тоді Ричардс садовить Кіліана в спеціальні санчата, що по трубі доправляють бігунів у гральну зону, та запускає їх на максимальній швидкості. Санчата повним погоном улучають у рекламний щит із рекламою шоу, і Кіліан гине. Ричардс і Амбер зустрічаються в головній залі ICS, ставши народними улюбленцями.

## У ролях
- Арнольд Шварценеггер — Бен Річардс
- Марія Кончіта Алонсо — Амбер Мендес
- Річард Доусон — Деймон Кіліан
- Яфет Котто — Вільям Лофлін
- Marvin J. McIntyre — Харольд Вейс
- Мік Флітвуд — Мік
- Професор Тору Танака — Кріо (Subzero)
- Gus Rethwisch — Лісоруб (Бензопилка) (Buzzsaw)
- Ерланд ван Лідт — Динамо
- Джим Браун — Кульова блискавка (Fireball)
- Джессі Вентура — Капітан Свобода
- Двізіл Заппа — Стиві
- Свен-Оле Торсен — Свен

## Створення
Цей фільм формально вважають за екранізацію роману «Людина, що біжить» Ричарда Бахмана (псевдонім Стівена Кінга), але насправді він ближчий до переробки фільму Іва Буассе «Ціна ризику», що знято в 1983 році за повістю Роберта Шеклі. Письменник Роберт Шеклі подав до суду на творців картини, звинувачуючи їх у плагіаті. Стівен Кінг побажав дистанціюватись від  цього фільму, заборонивши вказувати своє ім'я в рекламі та на постерах.
Із самого початку в головній ролі планувалось знімати Дольфа Лундгрена або Кристофера Ріва. Патріка Свейзі також розглядали як головного героя. Ричард Доусон, що зіграв творця та ведучого телешоу «Людина, що біжить» Деймона Кіліана, в реальному житті також є телеведучим американського грального шоу «Сімейна ворожнеча» («Family Feud»). Саме ім'я ведучого Деймон Кіліан підкреслює характер персонажа. Деймон — демон. Кіліан — однокореневе слово до англійського слова kill — убивати.
Для Арнольда Шварцнеггера в фільмі зроблено кілька посилань. Утікши з в'язниці, його персонаж Ричардс одяг старий светр із написом «Gold's gym» — це назва легендарної серед культуристів Каліфорнії тренувальної зали, що її в 1970-х відвідував і Шварценеггер. У в'язниці Ричардс має бороду, що надає Шварценеггерові цікавого незвичного образу; раніше з бородою він з'являвся тільки в образі старого Конана у фільмі Конан-варвар. Як і в багатьох своїх фільмах, Арнольд Шварценеггер вимовляє фразу «I'll be back» («Я ще повернуся»), коли сидить у санчатах біля Кіліана, на що той відповів: «Тільки в повторному показі». Повстанці використовують як зброю Steyr AUG та пістолети-кулемети, охоронці в таборі — Colt Commando та Calico M100, а Ричардс у поєдинку з солдатами на студії Кіліана — Heckler&Hoch 94, схожий на такий самий автомат у фільмі «Без компромісів», де Шварценеггер також грає головну роль.
Виконавець ролі «Динамо» — Ерланд Ван Лідт (Erland Van Lidth) — помер відразу після виходу фільму на екрани у віці 34 років.

## Художні особливості
Цей культовий фільм відображав уявлення про майбутнє та страхи, що були в Америці на початку 1980-х — страх приходу до влади тоталітарного уряду, руїну демократії та економічної кризи.
Хоча події фільму розгортаються 2017 року, фільм чітко відображає художню стилістику 1980-х, і, можна сказати, в цілому наповнений атмосферою Америки того періоду.

## Нагороди та номінації
| Список номінацій та нагород фільму «Людина, що біжить». | Список номінацій та нагород фільму «Людина, що біжить». | Список номінацій та нагород фільму «Людина, що біжить». | Список номінацій та нагород фільму «Людина, що біжить». |
| Премія                                                  | Номінація                                               | Номінант                                                | Результат                                               |
| ------------------------------------------------------- | ------------------------------------------------------- | ------------------------------------------------------- | ------------------------------------------------------- |
| Сатурн (1987)                                           | Найкращий кіноактор другого плану                       | Річард Доусон                                           | Перемога                                                |
| Сатурн (1987)                                           | Найкращий науково-фантастичний фільм                    | Людина, що біжить                                       | Номінація                                               |
| Сатурн (1987)                                           | Найкращі костюми                                        | Роберт Блекман                                          | Номінація                                               |

## Цікаві факти
Коли втікачі ходять по нетрях, на екрані в місті трансльовано анонс передачі «Людина, що біжить», де трапляються кадри, показані в самому фільмі пізніше, в тому числі й кадри за участю самого Ричардса. Виходить, що він бачить на екранах себе в майбутньому.